# Michel Macheboeuf
Michel-Alexandre Macheboeuf (* 19. Oktober 1900 in Châtelguyon bei Clermont-Ferrand; † 20. August 1953 in Paris) war ein französischer Biochemiker und Arzt.
Macheboeuf ging in Clermont-Ferrand zur Schule und studierte Medizin in Clermont-Ferrand und Paris. 1919 wurde er Mitarbeiter von Gabriel Bertrand im Labor für Biochemie des Institut Pasteur. 1925/26 war er mit einem Rockefeller-Stipendium im Carlsberg-Labor in Kopenhagen, wo er sich mit Kaj Ulrik Linderstrøm-Lang befreundete. 1927 wurde er in Medizin und 1928 in Naturwissenschaften promoviert. Er wurde 1942 Leiter des Biochemie-Labors des Institut Pasteur. In dieser Funktion lehrte er auch an der Sorbonne, war 1937 Adjunkt-Professor in Lille und 1937 in Bordeaux und 1950 wurde er Professor an der Sorbonne. Im Zweiten Weltkrieg hatte er Verbindungen zur Resistance und versorgte bei den Kämpfen um Paris Verwundete im Krankenhaus.
Macheboeuf entdeckte Ende der 1920er Jahre, dass die eigentlich unlöslichen Lipide in Lipid-Protein-Komplexen im Blutplasma transportiert werden (von ihm Cenapsen genannt). In den 1930er Jahren arbeitete er am Pasteur-Institut auch an der Biochemie von Tuberkulose-Erregern. Nach dem Krieg befasste er sich  mit Immunchemie.
1926 heiratete er Simone Bezou und hatte mit ihr drei Töchter.
1953 wurde er Mitglied der Academie des Sciences.